# Акционерное Камчатское общество
Акционерное Камчатское общество (АКО) организовано 27 июля 1927 года с целью развития экономической жизни и рационального использования естественных богатств Камчатского округа и, кроме того, Охотского и Ольского районов Дальневосточного края, а также принадлежащих СССР островов, находящихся в Охотском и Беринговом морях, и острове Врангеля в Ледовитом океане. АКО было предоставлено право эксплуатации рыбных, пушных, горных и других естественных богатств указанных районов. Оно должно было также снабжать население всеми необходимыми продуктами, содержать собственный морской флот, речные и сухопутные средства сообщения; могло открывать отделения, конторы, склады. Органами общества являлись общие собрания акционеров, совет, правление и ревизионная комиссия. 
В хозяйственном владении АКО находилась территория больше Европы, но население её составляло всего 40 000 человек, а геологическая изученность только 9 %.
АКО выполняло не только операции торговых органов, но и функции советской власти.

## Учредители
1. Народный комиссариат внешней и внутренней торговли СССР — 100 акций.
2. Народный комиссариат торговли РСФСР — 40 акций.
3. ВСНХ СССР — 40 акций.
4. ВСНХ РСФСР — 160 акций.
5. Далькрайисполком в лице краевого Совнархоза — 35 акций.
6. Госторг РСФСР — 40 акций.
7. Акционерное общество «Совторгфлот» — 25 акций.

## Структура
Главное правление АКО находилось в Хабаровске. Структура АКО включала в себя Главное правление АКО (Хабаровск), Главную оперативную контору (Владивосток), контору в Петропавловске-на-Камчатке, контору в Охотске, представительства в Москве, США и Японии.

### Отделы
- рыбный
- пушно-снабженческий
- коммерческий
- транспортно-складской
- горный
- кредитования кооперативной и частной промышленности
- планово-экономический
- общий
- Главная бухгалтерия.